# 五感圖
《五感圖》（韓語：오감도）是一套2009年的韓國電影，由五名導演執導五個小故事組成，一共16位演员出演，以「性爱」为主题的影片。根據電影的海報宣傳，期望這套電影為觀眾帶來「情色（Eros）的新感覺」。

## 演員陣容

### 第1幕－His Concern
- 張赫
- 車賢貞

### 第2幕－我在這裡
- 金剛
- 車秀妍

### 第3幕－第33個男人
- 裴宗玉
- 金奎吏
- 金秀路

### 第4幕－結束與開始
- 嚴正化
- 黃晸玟
- 金孝珍

### 第5幕－相信那一刻
- 金東昱
- 李成敏
- 丁義澈
- 李是英
- 宋仲基
- 申世景

## 外部連結
- 電影官方網址
- 互联网电影数据库（IMDb）上《五感圖》的资料（英文）